# Tate Frantz
Tate Frantz (ur. 28 marca 2005 w Lake Placid) – amerykański skoczek narciarski i kombinator norweski, reprezentant klubu New York Ski Education Foundation. Uczestnik mistrzostw świata w narciarstwie klasycznym i w lotach narciarskich. Medalista mistrzostw świata juniorów (2025) oraz mistrzostw kraju w skokach narciarskich.

## Przebieg kariery

### Kombinacja norweska
Początkowo reprezentował kraj w kombinacji norweskiej. W listopadzie 2021 zadebiutował w Pucharze Kontynentalnym, zawody w Niżnym Tagile kończąc na 46. i 47. miejscu. Wystartował w zawodach kombinacji norweskiej na Mistrzostwach Świata Juniorów 2022 w Zakopanem. Indywidualnie zajął 27. miejsce, a w drużynie był 8. W marcu 2022 zdobył punkty Pucharu Kontynentalnego: w słabo obsadzonych (w obu sklasyfikowano po 15 zawodników) zawodach cyklu w Lake Placid zajął 12. i 13. miejsce.

### Skoki narciarskie
Od sezonu 2022/2023 rozpoczął starty w międzynarodowych zawodach w skokach narciarskich. W grudniu 2022 zadebiutował w FIS Cupie, zajmując 20. lokatę w Notodden. W styczniu 2023 po raz pierwszy wystartował w Pucharze Kontynentalnym, plasując się dwukrotnie na 44. miejscu zawodów w Planicy. Pierwsze punkty tego cyklu zdobył 14 stycznia 2023, dzięki zajęciu 24. pozycji w Sapporo. W lutym wystartował na Mistrzostwach Świata Juniorów 2023 w Whistler, na których zajął 36. miejsce indywidualnie oraz 10. lokatę w rywalizacji drużynowej mężczyzn oraz drużyn mieszanych. W tym samym miesiącu w Lake Placid zadebiutował w kwalifikacjach do konkursów Pucharu Świata, nie uzyskując awansu do głównych zawodów. Został powołany do reprezentacji USA na seniorskie Mistrzostwa Świata w Narciarstwie Klasycznym 2023, ale ostatecznie nie znalazł się w kadrze na żaden z konkursów.
7 października 2023 zajął 9. miejsce w konkursie Letniego Pucharu Kontynentalnego w Lake Placid. 26 listopada 2023 w swoim debiucie w zawodach głównych Pucharu Świata zdobył punkt cyklu, konkurs w Ruce kończąc na 30. pozycji. Po raz drugi w najlepszej trzydziestce znalazł się 14 stycznia 2024 w Wiśle, gdzie był 18. Wystąpił na Mistrzostwach Świata w Lotach Narciarskich 2024, na których konkurs indywidualny ukończył na 20. lokacie, a w drużynie był 9. Na Mistrzostwach Świata Juniorów 2024 został zdyskwalifikowany w zawodach indywidualnych, w drużynie męskiej zajął 6., a w mieszanej – 5. miejsce. Po powrocie do Pucharu Świata w lutym i marcu 2024 jeszcze pięciokrotnie zdobył punkty cyklu, a najwyżej sklasyfikowany został na 16. pozycji, którą zajął 17 marca w zawodach Raw Air 2024 w Vikersund.
13 sierpnia 2024 w debiucie w Letnim Grand Prix zajął 27. miejsce w Courchevel. 15 września po raz pierwszy w karierze stanął na podium cyklu najwyższej rangi, konkurs Letniego Grand Prix w Wiśle kończąc na 3. pozycji. Sezon 2024/2025 Pucharu Świata rozpoczął od dwukrotnego zajęcia 10. lokaty w zawodach w Lillehammer. W jego dalszej części regularnie zdobywał punkty cyklu, zajmując głównie miejsca w drugiej i trzeciej dziesiątce. 2 lutego w Willingen po raz trzeci w sezonie zajął 10. pozycję. Na Mistrzostwach Świata Juniorów 2025 w Lake Placid zdobył srebrny medal w konkursie indywidualnym oraz w drużynie mieszanej, a także brązowy w zespole męskim. Wystąpił następnie na seniorskich Mistrzostwach Świata w Narciarstwie Klasycznym 2025 w Trondheim. Zajął na nich 16. lokatę na skoczni normalnej i 14. na dużej indywidualnie, a także 6. w zespole mieszanym i 8. w drużynie męskiej. Sezon 2024/2025 Pucharu Świata ukończył na 22. miejscu w klasyfikacji generalnej z 266 punktami.
Jest medalistą mistrzostw Stanów Zjednoczonych – w 2023 zdobył srebrny medal indywidualnie na skoczni dużej oraz brązowy na skoczni normalnej, a w 2024 zdobył złoty medal na obu obiektach.

## Osiągnięcia –skoki narciarskie

### Mistrzostwa świata

#### Indywidualnie
| 2025 Trondheim | – | 16. miejsce (K-94), 14. miejsce (K-124) |

#### Drużynowo
| 2025 Trondheim | – | 6. miejsce (drużyna mieszana/K-124), 8. miejsce (K-124) |

#### Starty T. Frantza na mistrzostwach świata – szczegółowo
| Miejsce | Dzień   | Rok  | Miejscowość | Skocznia | Punkt K | HS     | Konkurs      | Skok 1  | Skok 2  | Nota                  | Strata    | Zwycięzca      |
| ------- | ------- | ---- | ----------- | -------- | ------- | ------ | ------------ | ------- | ------- | --------------------- | --------- | -------------- |
| 16.     | 2 marca | 2025 | Trondheim   | Granåsen | K-94    | HS-102 | indywid.     | 97,0 m  | 99,0 m  | 228,9 pkt             | 36,6 pkt  | Marius Lindvik |
| 6.      | 5 marca | 2025 | Trondheim   | Granåsen | K-124   | HS-138 | druż. miesz. | 127,0 m | 129,0 m | 739,1 pkt (244,4 pkt) | 281,3 pkt | Norwegia       |
| 8.      | 6 marca | 2025 | Trondheim   | Granåsen | K-124   | HS-138 | druż.        | 127,0 m | 121,5 m | 888,6 pkt (240,3 pkt) | 192,2 pkt | Słowenia       |
| 14.     | 8 marca | 2025 | Trondheim   | Granåsen | K-124   | HS-138 | indywid.     | 125,0 m | 126,0 m | 248,4 pkt             | 53,4 pkt  | Domen Prevc    |

### Mistrzostwa świata w lotach

#### Indywidualnie
| 2024 Tauplitz | – | 20. miejsce |

#### Drużynowo
| 2024 Tauplitz | – | 9. miejsce |

#### Starty T. Frantza na mistrzostwach świata w lotach – szczegółowo
| Miejsce | Dzień          | Rok  | Miejscowość | Skocznia | Punkt K | HS     | Konkurs  | Skok 1  | Skok 2  | Skok 3  | Skok 4 | Nota                  | Strata    | Zwycięzca    |
| ------- | -------------- | ---- | ----------- | -------- | ------- | ------ | -------- | ------- | ------- | ------- | ------ | --------------------- | --------- | ------------ |
| 20.     | 26–27 stycznia | 2024 | Tauplitz    | Kulm     | K-200   | HS-235 | indywid. | 218,5 m | 184,0 m | 209,5 m | –      | 549,6 pkt             | 97,8 pkt  | Stefan Kraft |
| 9.      | 28 stycznia    | 2024 | Tauplitz    | Kulm     | K-200   | HS-235 | druż.    | 197,0 m | 197,0 m | –       | –      | 647,2 pkt (174,7 pkt) | 968,2 pkt | Słowenia     |

### Mistrzostwa świata juniorów

#### Indywidualnie
| 2023 Whistler    | – | 36. miejsce     |
| 2024 Planica     | – | dyskwalifikacja |
| 2025 Lake Placid | – | srebrny medal   |

#### Drużynowo
| 2023 Whistler    | – | 10. miejsce, 10. miejsce (drużyna mieszana)     |
| 2024 Planica     | – | 6. miejsce, 5. miejsce (drużyna mieszana)       |
| 2025 Lake Placid | – | brązowy medal, srebrny medal (drużyna mieszana) |

#### Starty T. Frantza na mistrzostwach świata juniorów – szczegółowo
| Miejsce | Dzień     | Rok  | Miejscowość | Skocznia              | Punkt K | HS     | Konkurs      | Skok 1 | Skok 2 | Nota                  | Strata    | Zwycięzca        |
| ------- | --------- | ---- | ----------- | --------------------- | ------- | ------ | ------------ | ------ | ------ | --------------------- | --------- | ---------------- |
| 36.     | 2 lutego  | 2023 | Whistler    | Whistler Olympic Park | K-95    | HS-104 | indywid.     | 80,0 m | –      | 84,2 pkt              | 173,7 pkt | Vilho Palosaari  |
| 10.     | 4 lutego  | 2023 | Whistler    | Whistler Olympic Park | K-95    | HS-104 | druż.        | 95,0 m | –      | 328,0 pkt (109,7 pkt) | 644,5 pkt | Austria          |
| 10.     | 5 lutego  | 2023 | Whistler    | Whistler Olympic Park | K-95    | HS-104 | druż. miesz. | 92,0 m | –      | 367,1 pkt (103,8 pkt) | 553,1 pkt | Słowenia         |
| —       | 8 lutego  | 2024 | Planica     | Srednja skakalnica    | K-95    | HS-102 | indywid.     | DSQ    | DSQ    | DSQ                   | DSQ       | Stephan Embacher |
| 6.      | 10 lutego | 2024 | Planica     | Srednja skakalnica    | K-95    | HS-102 | druż.        | 97,5 m | 98,0 m | 830,3 pkt (241,4 pkt) | 104,0 pkt | Austria          |
| 5.      | 11 lutego | 2024 | Planica     | Srednja skakalnica    | K-95    | HS-102 | druż. miesz. | 94,0 m | 95,0 m | 873,2 pkt (225,4 pkt) | 57,0 pkt  | Austria          |
| 2.      | 12 lutego | 2025 | Lake Placid | MacKenzie Intervale   | K-90    | HS-100 | indywid.     | 95,5 m | 98,5 m | 257,7 pkt             | 0,4 pkt   | Stephan Embacher |
| 3.      | 14 lutego | 2025 | Lake Placid | MacKenzie Intervale   | K-90    | HS-100 | druż.        | 92,5 m | 98,0 m | 887,5 pkt (256,0 pkt) | 45,0 pkt  | Austria          |
| 2.      | 15 lutego | 2025 | Lake Placid | MacKenzie Intervale   | K-90    | HS-100 | druż. miesz. | 95,0 m | 94,0 m | 861,6 pkt (240,0 pkt) | 58,2 pkt  | Słowenia         |

### Puchar Świata

#### Miejsca w klasyfikacji generalnej
| Sezon     | Miejsce |
| --------- | ------- |
| 2023/2024 | 42.     |
| 2024/2025 | 22.     |

#### Miejsca w poszczególnych konkursach indywidualnychPucharu Świata
stan po zakończeniu sezonu 2024/2025
| Źródło | Źródło            | Źródło           | Źródło            | Źródło                 | Źródło                 | Źródło                 | Źródło                 | Źródło           | Źródło                       | Źródło           | Źródło                       | Źródło          | Źródło              | Źródło          | Źródło           | Źródło                | Źródło                | Źródło          | Źródło            | Źródło            | Źródło            | Źródło        | Źródło      | Źródło          | Źródło            | Źródło            | Źródło          | Źródło          | Źródło          | Źródło        | Źródło        | Źródło | Źródło | Źródło | Źródło | Źródło | Źródło | Źródło | Źródło | Źródło | Źródło | Źródło | Źródło | Źródło | Źródło | Źródło | Źródło | Źródło | Źródło |        |
| --- | ----------------- | ---------------- | ----------------- | ---------------------- | ---------------------- | ---------------------- | ---------------------- | ---------------- | ---------------------------- | ---------------- | ---------------------------- | --------------- | ------------------- | --------------- | ---------------- | --------------------- | --------------------- | --------------- | ----------------- | ----------------- | ----------------- | ------------- | ----------- | --------------- | ----------------- | ----------------- | --------------- | --------------- | --------------- | ------------- | ------------- | ------ | ------ | ------ | ------ | ------ | ------ | ------ | ------ | ------ | ------ | ------ | ------ | ------ | ------ | ------ | ------ | ------ | ------ | ------ |
| Sezon 2022/2023 |                   |                  |                   |                        |                        |                        |                        |                  |                              |                  |                              |                 |                     |                 |                  |                       |                       |                 |                   |                   |                   |               |             |                 |                   |                   |                 |                 |                 |               |               |        |        |        |        |        |        |        |        |        |        |        |        |        |        |        |        |        |        |        |
| Wisła HS134 | Wisła HS134       | Ruka HS142       | Ruka HS142        | Titisee-Neustadt HS142 | Titisee-Neustadt HS142 | Engelberg HS140        | Engelberg HS140        | Oberstdorf HS137 | Garmisch-Partenkirchen HS142 | Innsbruck HS128  | Bischofshofen HS142          | Zakopane HS140  | Sapporo HS137       | Sapporo HS137   | Sapporo HS137    | Bad Mitterndorf HS235 | Bad Mitterndorf HS235 | Willingen HS147 | Willingen HS147   | Lake Placid HS128 | Lake Placid HS128 | Râșnov HS97   | Oslo HS134  | Oslo HS134      | Lillehammer HS140 | Lillehammer HS140 | Vikersund HS240 | Vikersund HS240 | Lahti HS130     | Planica HS240 | Planica HS240 | punkty |        |        |        |        |        |        |        |        |        |        |        |        |        |        |        |        |        |        |
| - | -                 | -                | -                 | -                      | -                      | -                      | -                      | -                | -                            | -                | -                            | -               | -                   | -               | -                | -                     | -                     | -               | -                 | q                 | q                 | -             | -           | -               | -                 | -                 | -               | -               | -               | -             | -             | 0      |        |        |        |        |        |        |        |        |        |        |        |        |        |        |        |        |        |        |
| Sezon 2023/2024 |                   |                  |                   |                        |                        |                        |                        |                  |                              |                  |                              |                 |                     |                 |                  |                       |                       |                 |                   |                   |                   |               |             |                 |                   |                   |                 |                 |                 |               |               |        |        |        |        |        |        |        |        |        |        |        |        |        |        |        |        |        |        |        |
| Ruka HS142 | Ruka HS142        | Lillehammer HS98 | Lillehammer HS140 | Klingenthal HS140      | Klingenthal HS140      | Engelberg HS140        | Engelberg HS140        | Oberstdorf HS137 | Garmisch-Partenkirchen HS142 | Innsbruck HS128  | Bischofshofen HS142          | Wisła HS134     | Zakopane HS140      | Willingen HS147 | Willingen HS147  | Lake Placid HS128     | Lake Placid HS128     | Sapporo HS137   | Sapporo HS137     | Oberstdorf HS235  | Oberstdorf HS235  | Lahti HS130   | Lahti HS130 | Oslo HS134      | Oslo HS134        | Trondheim HS105   | Trondheim HS140 | Vikersund HS240 | Vikersund HS240 | Planica HS240 | Planica HS240 | punkty | punkty | punkty | punkty | punkty | punkty | punkty | punkty | punkty | punkty | punkty | punkty | punkty | punkty | punkty | punkty | punkty | punkty | punkty |
| q | 30                | q                | q                 | 43                     | 41                     | 39                     | 50                     | 49               | 50                           | 44               | 45                           | 18              | 37                  | -               | -                | -                     | -                     | q               | 23                | 34                | q                 | 17            | 18          | 24              | 31                | 44                | 34              | 16              | -               | dq            | -             | 71     | 71     | 71     | 71     | 71     | 71     | 71     | 71     | 71     | 71     | 71     | 71     | 71     | 71     | 71     | 71     | 71     | 71     | 71     |
| Sezon 2024/2025 |                   |                  |                   |                        |                        |                        |                        |                  |                              |                  |                              |                 |                     |                 |                  |                       |                       |                 |                   |                   |                   |               |             |                 |                   |                   |                 |                 |                 |               |               |        |        |        |        |        |        |        |        |        |        |        |        |        |        |        |        |        |        |        |
| Lillehammer HS140 | Lillehammer HS140 | Ruka HS142       | Ruka HS142        | Wisła HS134            | Wisła HS134            | Titisee-Neustadt HS142 | Titisee-Neustadt HS142 | Engelberg HS140  | Engelberg HS140              | Oberstdorf HS137 | Garmisch-Partenkirchen HS142 | Innsbruck HS128 | Bischofshofen HS142 | Zakopane HS140  | Oberstdorf HS235 | Oberstdorf HS235      | Willingen HS147       | Willingen HS147 | Lake Placid HS128 | Lake Placid HS128 | Sapporo HS137     | Sapporo HS137 | Oslo HS134  | Vikersund HS240 | Vikersund HS240   | Lahti HS130       | Planica HS240   | Planica HS240   | punkty          | punkty        | punkty        | punkty | punkty | punkty |        |        |        |        |        |        |        |        |        |        |        |        |        |        |        |        |
| 10 | 10                | 21               | 32                | q                      | 33                     | 27                     | 26                     | 42               | 34                           | 19               | 15                           | 23              | 13                  | 25              | 13               | 14                    | 16                    | 10              | 19                | 16                | -                 | -             | 25          | 24              | 27                | q                 | q               | 21              | 266             | 266           | 266           | 266    | 266    | 266    |        |        |        |        |        |        |        |        |        |        |        |        |        |        |        |        |
| Legenda |                   |                  |                   |                        |                        |                        |                        |                  |                              |                  |                              |                 |                     |                 |                  |                       |                       |                 |                   |                   |                   |               |             |                 |                   |                   |                 |                 |                 |               |               |        |        |        |        |        |        |        |        |        |        |        |        |        |        |        |        |        |        |        |
| 1 2 3 4-10 11-30 poniżej 30 dq – dyskwalifikacja q – dyskwalifikacja w kwalifikacjach q – zawodnik nie zakwalifikował się - – zawodnik nie wystartował |                   |                  |                   |                        |                        |                        |                        |                  |                              |                  |                              |                 |                     |                 |                  |                       |                       |                 |                   |                   |                   |               |             |                 |                   |                   |                 |                 |                 |               |               |        |        |        |        |        |        |        |        |        |        |        |        |        |        |        |        |        |        |        |

#### Miejsca w poszczególnych konkursach drużynowychPucharu Świata
stan po zakończeniu sezonu 2024/2025
| Źródło                                                                          | Źródło          | Źródło          | Źródło                    | Źródło                         | Źródło         | Źródło                    | Źródło                    | Źródło              | Źródło        |
| ------------------------------------------------------------------------------- | --------------- | --------------- | ------------------------- | ------------------------------ | -------------- | ------------------------- | ------------------------- | ------------------- | ------------- |
| Sezon 2023/2024                                                                 | Sezon 2023/2024 | Sezon 2023/2024 | Sezon 2023/2024           | Wisła HS134 (duety)            | Zakopane HS140 | Lake Placid HS128 (duety) | Oberstdorf HS235 (duety)  | Lahti HS130         | Planica HS240 |
| Sezon 2023/2024                                                                 | Sezon 2023/2024 | Sezon 2023/2024 | Sezon 2023/2024           | 7                              | 9              | -                         | 7                         | 8                   | 7             |
| Sezon 2024/2025                                                                 | Sezon 2024/2025 | Sezon 2024/2025 | Lillehammer HS140 (mikst) | Titisee-Neustadt HS142 (duety) | Zakopane HS140 | Willingen HS147 (mikst)   | Lake Placid HS128 (mikst) | Lahti HS130 (duety) | Planica HS240 |
| Sezon 2024/2025                                                                 | Sezon 2024/2025 | Sezon 2024/2025 | 10                        | 8                              | 7              | 7                         | 5                         | 8                   | 8             |
| Legenda                                                                         |                 |                 |                           |                                |                |                           |                           |                     |               |
| 1 2 3 4-8 poniżej 8 (Duety: 1 2 3 4-12 poniżej 12) - – zawodnik nie wystartował |                 |                 |                           |                                |                |                           |                           |                     |               |

#### Puchar Świata w lotach

##### Miejsca w klasyfikacji generalnej
| Sezon     | Miejsce |
| --------- | ------- |
| 2023/2024 | 34.     |
| 2024/2025 | 20.     |

#### Turniej Czterech Skoczni

##### Miejsca w klasyfikacji generalnej
| Sezon     | Miejsce |
| --------- | ------- |
| 2023/2024 | 42.     |
| 2024/2025 | 14.     |

#### Raw Air

##### Miejsca w klasyfikacji generalnej
| Sezon | Miejsce |
| ----- | ------- |
| 2024  | 35.     |
| 2025  | 19.     |

#### Planica 7

##### Miejsca w klasyfikacji generalnej
| Sezon | Miejsce |
| ----- | ------- |
| 2024  | 37.     |
| 2025  | 31.     |

### Letnie Grand Prix

#### Miejsca w klasyfikacji generalnej
| Sezon | Miejsce |
| ----- | ------- |
| 2024  | 23.     |

#### Miejsca na podium w konkursach indywidualnych LGP chronologicznie
| Lp. | Dzień       | Rok  | Miejscowość | Skocznia          | Punkt K | HS     | Skok 1  | Skok 2  | Nota      | Lok. | Strata   | Zwycięzca      |
| --- | ----------- | ---- | ----------- | ----------------- | ------- | ------ | ------- | ------- | --------- | ---- | -------- | -------------- |
| 1.  | 15 września | 2024 | Wisła       | im. Adama Małysza | K-120   | HS-134 | 132,5 m | 131,5 m | 271,2 pkt | 3.   | 13,1 pkt | Marius Lindvik |

#### Miejsca w poszczególnych konkursach indywidualnychLGP
stan po zakończeniu LGP 2024
| Źródło | Źródło           | Źródło      | Źródło      | Źródło      | Źródło      | Źródło          | Źródło          | Źródło            | Źródło | Źródło | Źródło | Źródło | Źródło | Źródło | Źródło | Źródło | Źródło | Źródło | Źródło | Źródło | Źródło | Źródło | Źródło | Źródło | Źródło | Źródło |
| --- | ---------------- | ----------- | ----------- | ----------- | ----------- | --------------- | --------------- | ----------------- | ------ | ------ | ------ | ------ | ------ | ------ | ------ | ------ | ------ | ------ | ------ | ------ | ------ | ------ | ------ | ------ | ------ | ------ |
| 2024 |                  |             |             |             |             |                 |                 |                   |        |        |        |        |        |        |        |        |        |        |        |        |        |        |        |        |        |        |
| Courchevel HS132 | Courchevel HS132 | Wisła HS134 | Wisła HS134 | Râșnov HS97 | Râșnov HS97 | Hinzenbach HS90 | Hinzenbach HS90 | Klingenthal HS140 | punkty | punkty | punkty | punkty | punkty | punkty | punkty | punkty | punkty |        |        |        |        |        |        |        |        |        |
| 27 | 31               | 6           | 3           | -           | -           | -               | -               | 24                | 111    | 111    | 111    | 111    | 111    | 111    | 111    | 111    | 111    |        |        |        |        |        |        |        |        |        |
| Legenda |                  |             |             |             |             |                 |                 |                   |        |        |        |        |        |        |        |        |        |        |        |        |        |        |        |        |        |        |
| 1 2 3 4-10 11-30 poniżej 30 dq – dyskwalifikacja q – dyskwalifikacja w kwalifikacjach q – zawodnik nie zakwalifikował się - – zawodnik nie wystartował |                  |             |             |             |             |                 |                 |                   |        |        |        |        |        |        |        |        |        |        |        |        |        |        |        |        |        |        |

#### Miejsca w poszczególnych konkursach drużynowychLGP
stan po zakończeniu LGP 2024
| Źródło                              | Źródło | Źródło | Źródło | Źródło | Źródło | Źródło | Źródło | Źródło | Źródło                    |
| ----------------------------------- | ------ | ------ | ------ | ------ | ------ | ------ | ------ | ------ | ------------------------- |
| 2024                                | 2024   | 2024   | 2024   | 2024   | 2024   | 2024   | 2024   | 2024   | Klingenthal HS140 (mikst) |
| 2024                                | 2024   | 2024   | 2024   | 2024   | 2024   | 2024   | 2024   | 2024   | 9                         |
| Legenda                             |        |        |        |        |        |        |        |        |                           |
| 1 2 3 4-8 poniżej 8 - – brak startu |        |        |        |        |        |        |        |        |                           |

### Puchar Kontynentalny

#### Miejsca w klasyfikacji generalnej
| Sezon     | Miejsce |
| --------- | ------- |
| 2022/2023 | 94.     |

#### Miejsca w poszczególnych konkursachPucharu Kontynentalnego
stan po zakończeniu sezonu 2024/2025
| Sezon 2022/2023                                                               |                 |            |            |                 |                 |               |               |               |               |               |                |                |                   |                   |            |            |                     |                     |                     |                     |                |                |             |             |        |        |        |        |        |        |        |        |        |        |        |        |        |        |        |        |        |        |        |        |        |        |        |        |        |        |        |        |        |        |        |        |        |        |        |        |        |        |        |        |
| Vikersund HS117                                                               | Vikersund HS117 | Ruka HS142 | Ruka HS142 | Engelberg HS140 | Engelberg HS140 | Planica HS138 | Planica HS138 | Sapporo HS137 | Sapporo HS137 | Sapporo HS137 | Eisenerz HS109 | Eisenerz HS109 | Klingenthal HS140 | Klingenthal HS140 | Rena HS139 | Rena HS139 | Iron Mountain HS133 | Iron Mountain HS133 | Iron Mountain HS133 | Iron Mountain HS133 | Zakopane HS140 | Zakopane HS140 | Lahti HS130 | Lahti HS130 | punkty | punkty | punkty | punkty | punkty | punkty | punkty | punkty | punkty | punkty | punkty | punkty | punkty | punkty | punkty | punkty | punkty | punkty | punkty | punkty | punkty | punkty | punkty | punkty | punkty | punkty | punkty | punkty | punkty | punkty | punkty | punkty | punkty | punkty | punkty | punkty | punkty | punkty | punkty | punkty |
| -                                                                             | -               | -          | -          | -               | -               | 44            | 44            | 24            | 37            | 37            | -              | -              | -                 | -                 | -          | -          | -                   | -                   | -                   | -                   | -              | -              | 51          | 41          | 7      | 7      | 7      | 7      | 7      | 7      | 7      | 7      | 7      | 7      | 7      | 7      | 7      | 7      | 7      | 7      | 7      | 7      | 7      | 7      | 7      | 7      | 7      | 7      | 7      | 7      | 7      | 7      | 7      | 7      | 7      | 7      | 7      | 7      | 7      | 7      | 7      | 7      | 7      | 7      |
| Legenda                                                                       |                 |            |            |                 |                 |               |               |               |               |               |                |                |                   |                   |            |            |                     |                     |                     |                     |                |                |             |             |        |        |        |        |        |        |        |        |        |        |        |        |        |        |        |        |        |        |        |        |        |        |        |        |        |        |        |        |        |        |        |        |        |        |        |        |        |        |        |        |
| 1 2 3 4-10 11-30 poniżej 30 dq – dyskwalifikacja - – zawodnik nie wystartował |                 |            |            |                 |                 |               |               |               |               |               |                |                |                   |                   |            |            |                     |                     |                     |                     |                |                |             |             |        |        |        |        |        |        |        |        |        |        |        |        |        |        |        |        |        |        |        |        |        |        |        |        |        |        |        |        |        |        |        |        |        |        |        |        |        |        |        |        |

### Letni Puchar Kontynentalny

#### Miejsca w klasyfikacji generalnej
| Sezon | Miejsce |
| ----- | ------- |
| 2023  | 23.     |

#### Miejsca w poszczególnych konkursachLetniego Pucharu Kontynentalnego
stan po zakończeniu LPK 2024
| Źródło                                                                        | Źródło     | Źródło      | Źródło      | Źródło            | Źródło            | Źródło            | Źródło            | Źródło            | Źródło | Źródło | Źródło | Źródło | Źródło | Źródło | Źródło | Źródło | Źródło | Źródło | Źródło | Źródło | Źródło | Źródło | Źródło | Źródło | Źródło | Źródło |        |
| ----------------------------------------------------------------------------- | ---------- | ----------- | ----------- | ----------------- | ----------------- | ----------------- | ----------------- | ----------------- | ------ | ------ | ------ | ------ | ------ | ------ | ------ | ------ | ------ | ------ | ------ | ------ | ------ | ------ | ------ | ------ | ------ | ------ | ------ |
| 2023                                                                          |            |             |             |                   |                   |                   |                   |                   |        |        |        |        |        |        |        |        |        |        |        |        |        |        |        |        |        |        |        |
| Oslo HS106                                                                    | Oslo HS106 | Stams HS115 | Stams HS115 | Klingenthal HS140 | Klingenthal HS140 | Lake Placid HS128 | Lake Placid HS128 | Lake Placid HS128 | punkty | punkty | punkty | punkty | punkty | punkty | punkty | punkty | punkty | punkty | punkty | punkty | punkty | punkty | punkty | punkty | punkty | punkty | punkty |
| 40                                                                            | 40         | 52          | 38          | -                 | -                 | 13                | 9                 | 14                | 67     | 67     | 67     | 67     | 67     | 67     | 67     | 67     | 67     | 67     | 67     | 67     | 67     | 67     | 67     | 67     | 67     | 67     | 67     |
| Legenda                                                                       |            |             |             |                   |                   |                   |                   |                   |        |        |        |        |        |        |        |        |        |        |        |        |        |        |        |        |        |        |        |
| 1 2 3 4-10 11-30 poniżej 30 dq – dyskwalifikacja - − zawodnik nie wystartował |            |             |             |                   |                   |                   |                   |                   |        |        |        |        |        |        |        |        |        |        |        |        |        |        |        |        |        |        |        |

### FIS Cup

#### Miejsca w klasyfikacji generalnej
| Sezon     | Miejsce |
| --------- | ------- |
| 2022/2023 | 113.    |

#### Miejsca w poszczególnych konkursachFIS Cupu
stan po zakończeniu sezonu 2024/2025
| Źródło                                                                        | Źródło         | Źródło        | Źródło        | Źródło           | Źródło           | Źródło      | Źródło      | Źródło       | Źródło       | Źródło        | Źródło        | Źródło        | Źródło        | Źródło       | Źródło       | Źródło        | Źródło        | Źródło         | Źródło         | Źródło | Źródło | Źródło | Źródło | Źródło | Źródło | Źródło | Źródło | Źródło | Źródło | Źródło | Źródło | Źródło | Źródło | Źródło | Źródło | Źródło | Źródło | Źródło | Źródło |
| ----------------------------------------------------------------------------- | -------------- | ------------- | ------------- | ---------------- | ---------------- | ----------- | ----------- | ------------ | ------------ | ------------- | ------------- | ------------- | ------------- | ------------ | ------------ | ------------- | ------------- | -------------- | -------------- | ------ | ------ | ------ | ------ | ------ | ------ | ------ | ------ | ------ | ------ | ------ | ------ | ------ | ------ | ------ | ------ | ------ | ------ | ------ | ------ |
| Sezon 2022/2023                                                               |                |               |               |                  |                  |             |             |              |              |               |               |               |               |              |              |               |               |                |                |        |        |        |        |        |        |        |        |        |        |        |        |        |        |        |        |        |        |        |        |
| Frenštát HS106                                                                | Frenštát HS106 | Szczyrk HS104 | Szczyrk HS104 | Einsiedeln HS117 | Einsiedeln HS117 | Kranj HS109 | Kranj HS109 | Villach HS98 | Villach HS98 | Notodden HS98 | Notodden HS98 | Szczyrk HS104 | Szczyrk HS104 | Villach HS98 | Villach HS98 | Oberhof HS100 | Oberhof HS100 | Zakopane HS140 | Zakopane HS140 | punkty |        |        |        |        |        |        |        |        |        |        |        |        |        |        |        |        |        |        |        |
| -                                                                             | -              | -             | -             | -                | -                | -           | -           | -            | -            | 20            | dq            | -             | -             | -            | -            | -             | -             | -              | -              | 11     |        |        |        |        |        |        |        |        |        |        |        |        |        |        |        |        |        |        |        |
| Legenda                                                                       |                |               |               |                  |                  |             |             |              |              |               |               |               |               |              |              |               |               |                |                |        |        |        |        |        |        |        |        |        |        |        |        |        |        |        |        |        |        |        |        |
| 1 2 3 4-10 11-30 poniżej 30 dq – dyskwalifikacja - − zawodnik nie wystartował |                |               |               |                  |                  |             |             |              |              |               |               |               |               |              |              |               |               |                |                |        |        |        |        |        |        |        |        |        |        |        |        |        |        |        |        |        |        |        |        |

## Osiągnięcia –kombinacja norweska

### Mistrzostwa świata juniorów
| Miejsce | Dzień   | Rok  | Miejscowość | Konkurencja           | Wynik zwycięzcy | Strata  | Zwycięzca          |
| ------- | ------- | ---- | ----------- | --------------------- | --------------- | ------- | ------------------ |
| 27.     | 2 marca | 2022 | Zakopane    | Gundersen HS105/10 km | 23:30,9         | +3:15,5 | Stefan Rettenegger |
| 8.      | 5 marca | 2022 | Zakopane    | Sztafeta HS105/4x5 km | 54:28,9         | +4:35,0 | Finlandia          |

### Puchar Kontynentalny

#### Miejsca w klasyfikacji generalnej
- sezon 2021/2022: 58.

#### Miejsca w poszczególnych konkursach Pucharu Kontynentalnego
| Źródło | Źródło      | Źródło      | Źródło      | Źródło | Źródło | Źródło      | Źródło      | Źródło      | Źródło      | Źródło      | Źródło   | Źródło   | Źródło | Źródło | Źródło    | Źródło    | Źródło   | Źródło   | Źródło           | Źródło           | Źródło | Źródło | Źródło | Źródło | Źródło | Źródło | Źródło | Źródło | Źródło |
| --- | ----------- | ----------- | ----------- | ------ | ------ | ----------- | ----------- | ----------- | ----------- | ----------- | -------- | -------- | ------ | ------ | --------- | --------- | -------- | -------- | ---------------- | ---------------- | ------ | ------ | ------ | ------ | ------ | ------ | ------ | ------ | ------ |
| Sezon 2021/2022 |             |             |             |        |        |             |             |             |             |             |          |          |        |        |           |           |          |          |                  |                  |        |        |        |        |        |        |        |        |        |
| Niżny Tagił | Niżny Tagił | Zhangjiakou | Zhangjiakou | Ruka   | Ruka   | Klingenthal | Klingenthal | Klingenthal | Lillehammer | Lillehammer | Eisenerz | Eisenerz | Lahti  | Lahti  | Park City | Park City | Whistler | Whistler | Lake Placid/Orda | Lake Placid/Orda | punkty | punkty | punkty | punkty | punkty | punkty | punkty | punkty | punkty |
| 46 | 47          | -           | -           | -      | -      | -           | -           | -           | 44          | 46          | -        | -        | -      | -      | 12        | 13        | -        | -        | -                | -                | 42     | 42     | 42     | 42     | 42     | 42     | 42     | 42     | 42     |
| Legenda |             |             |             |        |        |             |             |             |             |             |          |          |        |        |           |           |          |          |                  |                  |        |        |        |        |        |        |        |        |        |
| 1 2 3 4-10 11-30 poniżej 30 - – zawodnik nie wystartował DNF – zawodnik nie ukończył biegu DNS – zawodnik nie wystartował do biegu |             |             |             |        |        |             |             |             |             |             |          |          |        |        |           |           |          |          |                  |                  |        |        |        |        |        |        |        |        |        |